# Richard Cobden

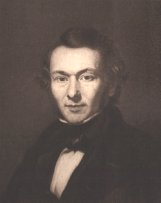
Richard Cobden

Richard Cobden, född 3 juni 1804, död 2 april 1865, var en brittisk industriman och liberal politiker och författare.

## Biografi
Cobden kom som femtonåring till London, där han först tjänstgjorde i ett varuhus, och senare som handelsresande. 1830 inträdde han som delägare i en nygrundad textilfirma i Manchester. Genom självstudier och resor kompletterade han sin tidigare bristfälliga utbildning och uppträdde snart, till en början anonymt, som författare i ekonomiska och sociala frågor. En dålig hälsa och en stor nyfikenhet förde honom på långväga resor till bland annat USA, Canada, Spanien, Turkiet och Egypten. Resorna vidgade hans ekonomiska horisont och stärkte hans intresse för internationell politik.

### Manchesterliberalism
I Manchester nådde han snart en stor ryktbarhet för sin energiska liberala propaganda. Frihandel, internationell fred, sparsamhet och non-intervention både i inre och yttre politik var huvudpunkterna i hans ekonomiska program som snart började betecknas som Manchesterliberalism. 1838 bildades under Cobdens medverkan en Anti Corn Law association i Manchester, som snart följdes av en Anti Corn Law League över hela Storbritannien. Tillsammans med John Bright spelade han genom sin livliga agitation mot spannmålstullarna den viktigaste rollen inom rörelsen. När spannmålslagarna 1846 avskaffades, efter ett initiativ från premiärminister Robert Peel, tillerkände dock denne Cobden som den främste bakom reformens genomförande.
Från 1841 var han medlem i underhuset, men Cobdens privatekonomi gjorde att en nationalinsamling behövdes för att rädda honom. Det bidrog till att whigledarna undvek att ta in den radikale politikern på någon ministerpost. Han förblev dock en viktig person i underhuset och under valkampanjerna.

### Fredspolitiker
Under en längre utrikesresa bedrev Cobden även frihandelsagitation på den europeiska kontinenten. Inom brittisk politik arbetade han därefter framför allt för en internationell skiljedomstol och internationell nedrustning. För fredens bevarande försökte han motarbeta de panikstämningar som Napoleon III:s statskupp i Frankrike framkallade på sina håll i Storbritannien, men förlorade därigenom mycket av sin popularitet. Före och under Krimkriget trotsade han den allmänna opinionen genom att inte ge Turkiet sitt stöd, dels på grund av egna upplevelser situationen för den Turkiska befolkningen, dels av pacifistiska skäl och även genom en förhoppning om självständighet för balkanstaterna. 1857 framlade han den motion, som klandrade den Palmerstonska ministärens kinesiska politik och vann underhusets godkännande och ledde till ministärens upplösning. Vid de följande nyvalen blev Cobden utslagen men återinsattes 1859, och erbjöds då en plats i Palmerstons ministär, men avböjde. Vid utarbetandet av de fransk-brittiska handelstraktaten 1860 nedlade han ett stort arbete som brittiska regeringens underhandlare. Under nordamerikanska inbördeskriget gav han i likhet med de flesta britter sitt stöd till nordstaterna, men arbetade samtidigt för bevarandet av Storbritanniens neutralitet.

## Skrifter och minnesmärken
Bland Cobdens många skrifter märks främst The three panics (1862), The political writings of R. CC. (2 band, 1867), Speeches on questions of public policy (1870).
Richard Cobden står staty utanför tunnelbanestationen Mornington Crescent i London.